# Acacia senegal
Acacia senegal es un pequeño árbol del género Acacia caducifolio. Es originario de regiones semidesérticas del África subsahariana, así como de Omán, Pakistán y el noroeste de la India. Crece hasta una altura de 5-12 m. Mencionada en la monografía de la 4.ª edición de la European Pharmacopoeia [0307].

## Toxicidad
Las especies del género Acacia pueden contener derivados de la dimetiltriptamina y glucósidos cianogénicos en las hojas, las semillas y la corteza, cuya ingestión puede suponer un riesgo para la salud.

## Importancia económica y cultural
Almacenar protegida de la luz. El follaje nuevo es muy útil como forraje. Las semillas secas se usan como comida por los humanos. Produce goma arábiga, que se usa como un aditivo alimentario, en artesanías, y como un cosmético. La goma se seca de cortes en la corteza, y un árbol individual producirá de 200 a 300 gramos. El setenta por ciento de la goma arábiga del mundo se produce en Sudán.

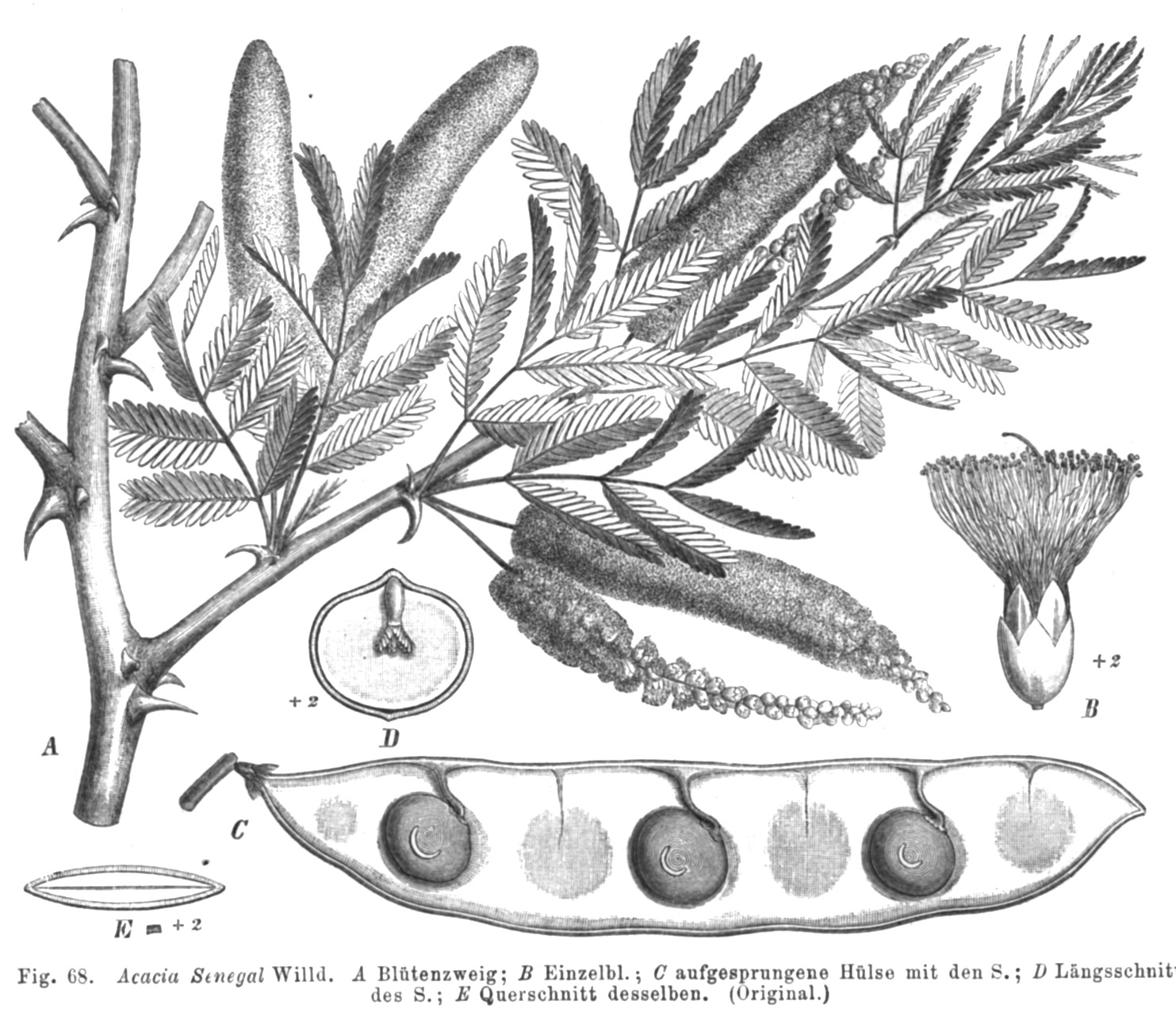
Acacia senegal.

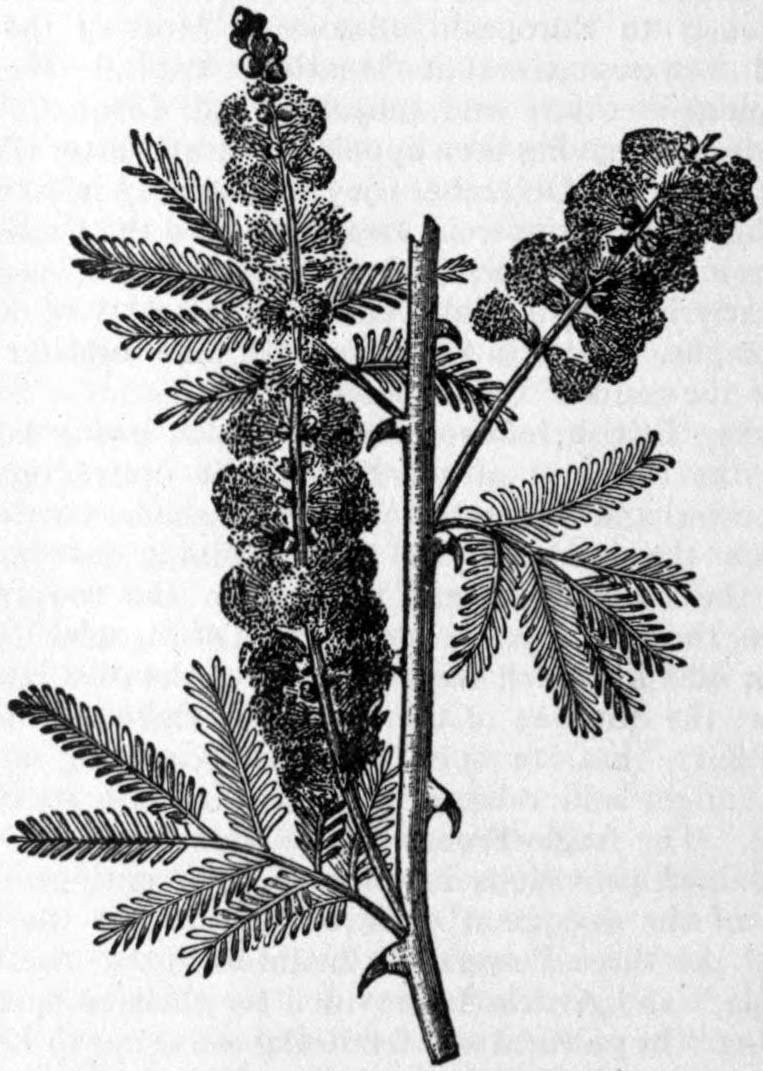
Ilustración

La goma se usa para suavizar las mucosas del intestino y para tratar la piel inflamada. También se ha documentado su uso por propiedades astringentes, para tratar el sangrado, la bronquitis, la diarrea, la gonorrea, la lepra, la fiebre tifoidea e infecciones del tracto respiratorio superior.
Las raíces cerca de la superficie del terreno son bastante útiles a la hora de hacer toda clase de cuerdas muy gruesas. Su madera se usa para hacer herramientas.

## Taxonomía
Acacia senegal fue descrita por Carl Ludwig von Willdenow y publicado en Species Plantarum. Editio quarta 4(2): 1077. 1806.
Etimología
Ver: Acacia: Etimología
senegal: epíteto geográfico que alude a su localización en Senegal.
Variedades
- Acacia senegal var. leiorhachis Brenan[5]
- Acacia senegal var. rostrata Brenan[5]
- Acacia senegal var. senegal[5]

Sinonimia:
- Acacia circummarginata Chiov.
- Acacia cufodontii Chiov.
- Acacia glaucophylla sensu Brenan
- Acacia kinionge sensu Brenan
- Acacia oxyosprion Chiov.
- Acacia rupestris Boiss.
- Acacia senegal subsp. modesta (Wall.) Roberty
- Acacia senegal subsp. senegalensis Roberty
- Acacia somalensis sensu Brenan
- Acacia spinosa Marloth & Engl.
- Acacia thomasii sensu Brenan
- Acacia volkii Suess.
- Mimosa senegal L.
- Senegalia senegal (L.) Britton[6]